# 富山民放3局共同キャンペーン テレビはイ・ロ・ハ!?
富山民放3局共同キャンペーン テレビはイ・ロ・ハ!?（とやまみんぽうさんきょくきょうどうキャンペーン テレビはイ・ロ・ハ!?）は、富山県の民放テレビ3局で2013年に実施されていた3局共同キャンペーンである。

## 共同キャンペーン参加テレビ局
- 北日本放送（KNB、日本テレビ系列）
- チューリップテレビ（TUT、TBS系列）
- 富山テレビ（BBT、フジテレビ系列）